# Überall (Lied)
Überall ist ein Lied der deutschen Popsängerin und Rapperin Céline. Das Stück ist die vierte Singleauskopplung aus Céline’s erstem Extended Play Instinkt.

## Entstehung und Artwork
Überall wurde von Céline selbst – unter ihrem bürgerlichen Namen Céline Dorka – gemeinsam mit den Koautoren Jan Platt, Peter Stanowsky und dem Produzentenquartett Beatgees (bestehend aus: Philip Böllhoff, Hannes Büscher, Sipho Sililo und David Vogt) geschrieben. Die Produktion erfolgte durch das Berliner Produzententeam Beatgees. Das Mastering erfolgte unter der Leitung des Berliner Tontechnikers Lex Barkey.
Auf dem Frontcover der Single ist – neben Künstlernamen und Liedtitel – Céline zu sehen. Es zeigt sie vor einem dunklen Hintergrund, in dem ein Kronleuchter zu erkennen ist. Es wurde erstmals, von Céline selbst, einen Tag vor der Singleveröffentlichung präsentiert.

## Veröffentlichung und Promotion
Das Lied wurde erstmals am 16. Oktober 2020, in seiner Studioversion, auf Céline’s erstem Extended Play Instinkt veröffentlicht. Die Single erschien zum Download und Streaming am 18. Dezember 2020. Bei der als Single veröffentlichten Version von Überall handelt es sich um eine neu eingespielte Akustikversion. Diese erfolgte als Einzeltrack durch die Musiklabels A Million, BTGS und Groove Attack. Verlegt wurde das Lied durch Beatgees Publishing, BMG Rights Management sowie Budde Music.
Um das Lied zu bewerben, erfolgte ein Liveauftritt während der Verleihung der 1 Live Krone am 20. November 2020.

## Inhalt
| „Jetzt bist du weg und ich check’, du fehlst. Du musstest geh’n, damit ich dich seh’. Egal, was ich tu’, überall du. Dein Schatten noch hier in ’nem leeren Raum. Und in mei’m Herz ist ein Vakuum. Egal, was ich tu’, überall du, ahh.“ – Refrain, Originalauszug | Der Liedtext zu Überall ist in deutscher Sprache verfasst. Die Musik und der Text wurden gemeinsam von Céline, Jan Platt, Peter Stanowsky und dem Produzentenquartett Beatgees geschrieben beziehungsweise komponiert. Musikalisch handelt es sich bei diesem Lied um eine R’n’B-Pop-Ballade. Das Tempo beträgt 120 Schläge pro Minute. Die Tonart ist D-Dur. Inhaltlich verarbeitet Céline in dem Lied den Verlust eines Menschen, den sie lange Zeit nicht richtig schätzte, was sie im Nachhinein bereut („Jetzt bist du weg und ich check’, du fehlst / Du musstest geh’n, damit ich dich seh’“). Dabei lässt sie die Frage offen, um welche Art Verlust es sich handelt. Aufgebaut ist das Lied auf zwei Strophen einem Refrain sowie einer Bridge. Das Lied beginnt mit der ersten Strophe, auf die zunächst der sogenannte „Pre-Chorus“ folgt, ehe der eigentliche Refrain einsetzt. Der Refrain klingt schließlich mit den sogenannten „Post-Chorus“ aus. Der gleiche Vorgang wiederholt sich mit der zweiten Strophe. Auf den zweiten Refrain folgt die Bridge, ehe das Lied mit dem dritten und letzten Refrain endet. Beim letzten Refrain entfällt jedoch der Pre-Chorus, hierfür wiederholt sich zum Abschluss des Stücks der Post-Chorus. Im Liedtext finden sich, wie für Céline typisch, einige Anglizismen wie „stuff“ (englisch für ‚Sachen‘), „real“ (englisch für ‚echt‘) oder auch „check“ (englisch für ‚verstehen‘) wider. |

## Musikvideo
Das Musikvideo zu Überall (Akustik Version) wurde am 22. November 2020 gedreht und feierte am 18. Dezember 2020 seine Premiere auf YouTube. Es zeigt lediglich Céline, in Begleitung eines Keyboarders, die das Lied inmitten der Halle eines Maritime Hotels singt. Die Gesamtlänge des Videos beträgt 4:05 Minuten. Regie führte Peter Kaaden. Bis heute zählt das Musikvideo über 730 Tausend Aufrufe bei YouTube (Stand: Januar 2021).

## Mitwirkende
| Liedproduktion - Lex Barkey: Mastering - Beatgees: Komponist, Liedtexter, Musikproduzent - Céline Dorka: Gesang, Komponist, Liedtexter - Jan Platt: Komponist, Liedtexter - Peter Stanowsky: Komponist, Liedtexter Musikvideo - Esther Busch: Filmproduzent - Hely Doan: Styling - Mirko Hans: Filmeditor, Kameramann - Jonas Joshua Hamann: Styling-Assistenz - Peter Kaaden: Regisseur - Lena Plaß: Filmproduzent | Unternehmen - A Million: Musiklabel - Beatgees Publishing: Verlag - BMG Rights Management: Verlag - BTGS: Musiklabel - Budde Music: Verlag - Groove Attack: Musiklabel - Le Berg: Filmproduzent (Musikvideo) |

## Rezeption

### Rezensionen
Jennifer Metaschk von 1 Live ist der Meinung, dass die Produzenten vor allem durch liebevolle Details, wie das „nostalgische Knistern“ einer Schallplatte, einen einzigartigen Sound geschaffen hätten. Die Beats würden wie maßgeschneidert auf ihre „rauchige“ Stimme passen, die sich nicht nur rappend, sondern auch singend super anhöre.

### Chartplatzierungen
Überall erreichte bereits vor der Singleauskopplung, aufgrund hoher Download- und Streamingzahlen, die deutschen Singlecharts. Die Single platzierte sich zwei Wochen in den Top 100 und erreichte dabei mit Rang 89 seine höchste Chartnotierung. In den deutschen Midweekcharts, der ersten Verkaufswoche nach der Albumveröffentlichung, reichte es nur für Rang 90, damit konnte sich das Stück in der zweiten Wochenhälfte nochmals steigern. Darüber hinaus konnte sich das Lied an zwei Tagen in den deutschen iTunes-Tagesauswertungen platzieren und erreichte dabei mit Rang 90 seine höchste Chartnotierung am 17. Oktober 2020.
Für Céline als Autorin und Interpretin ist Überall der sechste Charterfolg in den deutschen Singlecharts. Die Beatgees erreichten in ihrer Autoren- oder Produzententätigkeit hiermit zum 27. Mal die Charts in Deutschland. Für Platt ist Überall der fünfte Autorenbeitrag in den deutschen Singlecharts. Stanowsky platzierte sich hiermit nach Geiles Leben (Glasperlenspiel) und Royals & Kings (Glasperlenspiel feat. Summer Cem) zum dritten Mal in den deutschen Singlecharts als Autor.